# Marshallöarna i olympiska sommarspelen 2020
Marshallöarna deltog med en trupp på två idrottare vid de olympiska sommarspelen 2020 i Tokyo som hölls mellan den 23 juli och 8 augusti 2021 efter att ha blivit framflyttad ett år på grund av coronaviruspandemin. Det var fjärde raka sommar-OS som Marshallöarna deltog vid. Ingen av landets deltagare erövrade någon medalj.

## Simning
| Idrottare        | Gren                      | Heat  | Heat      | Semifinal        | Semifinal        | Final            | Final            |
| Idrottare        | Gren                      | Tid   | Placering | Tid              | Placering        | Tid              | Placering        |
| ---------------- | ------------------------- | ----- | --------- | ---------------- | ---------------- | ---------------- | ---------------- |
| Phillip Kinono   | Herrarnas 50 meter frisim | 27,86 | 70        | Gick inte vidare | Gick inte vidare | Gick inte vidare | Gick inte vidare |
| Colleen Furgeson | Damernas 100 meter frisim | 58,71 | 44        | Gick inte vidare | Gick inte vidare | Gick inte vidare | Gick inte vidare |